# Liste der Listen der olympischen Medaillengewinner
Die Liste der olympischen Medaillengewinner nach Staat ist eine Einstiegsseite für verschiedene, nach Staaten geordnete Listen, welche die Gewinner von Gold-, Silber- und Bronzemedaillen bei Olympischen Spielen enthalten.
Nach Sportarten geordnete Listen sind unter Liste der Olympiasieger zu finden.

## A
- Afghanistan
- Ägypten
- Algerien
- Argentinien
- Armenien
- Aserbaidschan
- Äthiopien
- Australien

## B
- Bahamas
- Barbados
- Belarus
- Belgien
- Bermuda
- Botswana
- Brasilien
- Bulgarien
- Burundi

## C
- Chile
- Costa Rica

## D
- Dänemark
- Deutschland
- Dominikanische Republik
- Dschibuti

## E
- Ecuador
- Elfenbeinküste
- Eritrea
- Estland

## F
- Fidschi
- Finnland
- Frankreich

## G
- Georgien
- Ghana
- Grenada
- Griechenland
- Guatemala
- Guyana

## H
- Haiti
- Hongkong (China)

## I
- Indien
- Indonesien
- Irak
- Iran
- Irland
- Island
- Israel
- Italien

## J
- Jamaika
- Japan
- Jugoslawien
- Jungferninseln

## K
- Kamerun
- Kanada
- Kasachstan
- Katar
- Kenia
- Kirgisistan
- Kolumbien
- Kroatien
- Kuba
- Kuwait

## L
- Lettland
- Libanon
- Liechtenstein
- Litauen
- Luxemburg

## M
- Malaysia
- Marokko
- Mauritius
- Mexiko
- Moldau
- Mongolei
- Montenegro
- Mosambik

## N
- Namibia
- Neuseeland
- Niederlande
- Niederländische Antillen
- Niger
- Nigeria
- Nordkorea
- Nordmazedonien
- Norwegen

## O
- Österreich

## P
- Pakistan
- Panama
- Paraguay
- Peru
- Philippinen
- Polen
- Portugal
- Puerto Rico

## R
- Rumänien
- Russland

## S
- Sambia
- Saudi-Arabien
- Schweden
- Schweiz
- Senegal
- Serbien
- Simbabwe
- Singapur
- Slowakei
- Slowenien
- Sowjetunion
- Spanien
- Sri Lanka
- Südafrika
- Sudan
- Südkorea
- Suriname
- Syrien

## T
- Tadschikistan
- Taiwan (China)
- Tansania
- Thailand
- Togo
- Tonga
- Trinidad und Tobago
- Tschechien
- Tschechoslowakei
- Tunesien
- Türkei

## U
- Uganda
- Ukraine
- Ungarn
- Uruguay
- Usbekistan

## V
- Venezuela
- Vereinigte Arabische Emirate
- Vereinigte Staaten
- Vereinigtes Königreich
- Vietnam
- Volksrepublik China

## W
- Westindische Föderation